# Gattinara
Để biết một loại rượu vang Ý, xem bài Gattinara (rượu).
Gattinara là một đô thị ở tỉnh Vercelli trong vùng Piedmont thuộc Ý, có cự ly khoảng 80 km về phía đông bắc của Torino và khoảng 35 km về phia bắc của Vercelli. Tại thời điểm ngày 31 tháng 12 năm 2004, đô thị này có dân số 8.506 người và diện tích là 33,5 km².
Gattinara is notable for its red wine.
Gattinara giáp các đô thị: Ghemme, Lenta, Lozzolo, Roasio, Romagnano Sesia, Rovasenda, và Serravalle Sesia.